# Standortkennung
Eine vierstellige Standortkennung wird in Deutschland von öffentlichen Telefonen an die Notrufabfragestelle übertragen, wenn eine Notrufnummer gewählt wird. Auch Notrufsäulen übertragen eine Standortkennung. Mit dieser Standortkennung kann sofort ermittelt werden, von welchem Standort aus der Notruf kam. So kann auch ohne Sprechverbindung ein Notfalleinsatz veranlasst werden.